# Pierre Nérini
Pierre Emmanuel Nérini (* 7. Oktober 1915 in Paris; † 27. Februar 2006 ebenda) war ein französischer Geiger und Professor. Sein Vater war der französische Musikpädagoge Emmanuel-Charles Nérini (1883–1960).

## Leben
Nachdem Nérini den renommiertesten Musikpreis des Pariser Musikkonservatoriums Conservatoire national supérieur de musique (CNSM) 1934 erhalten hatte, war er von 1939 bis 1944 Konzertmeister des Lamoureux Orchesters. Von 1945 bis 1965 war Nérini Konzertmeister des Pariser Opernorchesters sowie von 1945 bis 1967 Konzertmeister der „Société des Concerts du Conservatoire“, 1968 bis 1976 war er Konzertmeister des Pasdeloup Orchesters. 1965 wurde er Professor am CNSM und unterrichtete Geige.
Im Jahre 1942 heiratete er Janine Bourrié († 2008).

## Auszeichnungen
- 1934: Erster Preis des CNSM
- 1940: Erster Preis des Musikfestivals in Lamoureux
- 1959: Mitglied der Ehrenlegion